# Laveline-du-Houx
 Laveline-du-Houx  es una población y comuna francesa, en la región de Lorena, departamento de Vosgos, en el distrito de Épinal y cantón de Bruyères.

## Demografía
| 290 | 239 | 182 | 193 | 201 | 207 |
| Para los censos de 1962 a 1999 la población legal corresponde a la población sin duplicidades (Fuente: INSEE [Consultar]) |     |     |     |     |     |